# Minor League Baseball
Minor League Baseball (w skrócie MiLB) – organizacja baseballowych lig zawodowych, do których w większości należą kluby satelickie zespołów Major League Baseball, z wyjątkiem klubów występujących w Liga Mexicana de Béisbol. 

## Historia
5 września 1901 roku z inicjatywy siedmiu prezydentów niższych lig, utworzono The National Association of Professional Baseball Leagues (od 1999 pod nazwą Minor League Baseball) i początkowo składała się z 14 lig. W 1902 do pierwszego sezonu rozgrywek przystąpiło 96 zespołów. Pierwszą siedzibą zarządu NAPBL był Auburn w stanie Nowy Jork, a pierwszym prezydentem Patrick Powers. Gdy ustępował ze stanowiska w 1909 roku w skład NAPBL wchodziło 246 zespołów z 35 lig. Podczas przewodnictwa Michaela Sextona (1909–1932) istniejąca dwa lata Federal League werbowała najlepsze kluby i zawodników NAPBL, co spowodowało iż NAPBL traciła na znaczeniu, jednak w latach trzydziestych po zażegnaniu wielkiego kryzysu, reputacja National Association of Professional Baseball Leagues rosła. 
W 1932 roku William G. Bramham przeniósł siedzibę NAPBL (liczącą 104 kluby z 14 lig)  do Durham w Północnej Karolinie. W tym samym sezonie po raz pierwszy odbyły się play–offy. Podczas II wojny światowej funkcjonowało zaledwie 66 zespołów, gdyż zawodnicy powoływani byli do wojska, a wiele zespołów nie funkcjonowało. Po jej zakończeniu NAPBL zrzeszała 388 klubów występujących w 52 ligach, wzrosła także frekwencja na stadionach. W 1946 w NAPBL w zespole Montreal Royals grał Jackie Robinson i jednocześnie stał się pierwszym zawodnikiem, który przełamał bariery rasowe w niższych ligach. W tym samym roku prezydent George M. Trautman przeniósł siedzibę do Columbus w stanie Ohio. W sezonie 1949 do rozgrywek przystąpiło 448 zespołów z 59 lig, a wszystkie mecze obejrzało w sumie 39 640 443 (rekord niepobity przez 54 lata).  
Po śmierci Trautmanna w marcu 1963 tymczasowo funkcję prezydenta pełnił Frank Shaughnessy, a w grudniu wybrano na to stanowisko Phillipa Pitona. W tym samym roku wprowadzono system sześciu poziomów, który obowiązuje do dziś (AAA, AA, A-Advanced, A, A-Short Season i Rookie). W 1972 NAPBL liczyła 155 klubów. W 1964 szósty prezydent NABPL Henry J. Peters przeniósł siedzibę do St. Petersburga na Florydzie. Peters pozostał na stanowisku do 1975 roku, kiedy to został menadżerem generalnym Baltimore Orioles. Zastąpił go Robert R. Bragan, który był prezydentem przez dwa lata. Wówczas NAPBL liczyła 158 zespołów. Za prezydentury Johna H. Johnsona (1979–1988) frekwencja na meczach wzrosła. Podczas sezonu 1979 mecze 188 klubów obejrzało w sumie 21 659 000. W 1991 Mike Moore, 10 prezydent NAPBL, przeprowadził szereg reform. Osiem lat później The National Association of Professional Baseball Leagues oficjalnie zmieniła nazwę na Minor League Baseball W sezonie 2001, kiedy obchodzono setną rocznicę powstania NAPBL frekwencja wyniosła 38 808 339 widzów. Od 2008 prezydentem jest Pat O'Conner. W tym samym roku został ustanowiony rekord frekwencji na wszystkich meczach, które obejrzało 43 263 740 osób. Do sezonu 2012 roku w Minor League Baseball przystąpiło 244 zespoły z 19 lig.

## Poziomy Minor League Baseball
O klasie ligi decydują czynniki takie, jak możliwości finansowe klubów, poziom zainteresowania baseballem w danym mieście czy regionie oraz związana z nim pojemność stadionów i jakość ich oświetlenia.
Podział na klasy wygląda obecnie następująco: 
- Triple-A – najwyższy poziom w MiLB, składający się z trzech lig: International League, Pacific Coast League oraz Liga Mexicana de Béisbol, która nie należy do systemu satelickiego MLB[5][6]
- Double-A – drugi po Triple-A poziom MiLB, składający się z trzech lig: Eastern League, Southern League oraz Texas League[5][7]
- Class A Advanced – drugi najniższy poziom MiLB, składający się z trzech lig: California League, Carolina League oraz Florida State League[5][8]
- Class A  – drugi najniższy poziom MiLB, niższy od Class A Advanced, składający się z dwóch lig: Midwest League oraz South Atlantic League[5][8]
- Class A Short Season  – drugi najniższy poziom MiLB, w którym rozgrywa się 75 meczów, składający się z dwóch lig: New York–Penn League oraz Northwest League.[5][9]
- Rookie  – najniższy poziom MiLB, składający się z sześciu lig: Appalachian League, Arizona League, Gulf Coast League, Pioneer League, Dominican Summer League oraz Venezuelan Summer League[5][10]

Poziom ligi narzuca też ograniczenia dotyczące doświadczenia zawodników wyrażonego w latach gry w MLB lub MiLB. Drużyna z wyższej klasy może mieć w swoim składzie więcej doświadczonych graczy. Drużyny z najniższych klas składają się głównie z debiutantów. Przykładowo: kluby z Class A-Advanced mogą mieć w składzie tylko dwóch zawodników z doświadczeniem większym niż 5 lat. W klasach Triple-A i Double-A nie stosuje się limitów, gdyż ligi te są bezpośrednim zapleczem MLB i odsyła się tam często graczy, którzy stracili formę lub wracają do gry po przebytej kontuzji.

## Kluby satelickie
W obrębie czterech najwyższych klas każdy z 30 klubów podpisuje raz na 2 lub 4 lata - z możliwością wielokrotnego przedłużania - umowę z jednym klubem MLB. Na jej podstawie klub MLB dostarcza klubowi MiLB zakontraktowanych przez siebie zawodników (najczęściej młodych, niedoświadczonych lub próbujących odzyskać formę), a ten w zamian daje im możliwość rozwoju poprzez grę w regularnych rozgrywkach, spełniając w ten sposób rolę klubu satelickiego (lub "rezerw"). W czterech najwyższych klasach jeden klub MiLB odpowiada jednemu z MLB, ale w klasach niższych te proporcje są często zachwiane (klub MLB ma tam dwie lub więcej farm, a czasem żadnej).